# 单峰燕鳐鱼
单峰燕鳐鱼（学名：Cypselurus simus），是飞鱼科燕鳐鱼属一种，分布于太平洋海域。本种由法国学者阿希尔·瓦朗西安纳于1847年描述发表。